# Jaskinia Roystone
Jaskinia Roystone – jaskinia w Royston w hrabstwie Hertfordshire w Anglii. Została odkryta przypadkowo w 1742, wejście ukryte było pod dużym kamieniem a sama jaskinia w połowie zasypana ziemią. Po usunięciu ziemi zostały odkryte płaskorzeźby pokrywające ściany. Nie zostało jednoznacznie określone ich pochodzenie jednakże najbardziej popularna teoria wskazuje na zakon Templariuszy – miała się tu znajdować tajna kaplica zakonu używana po jego delegalizacji w XII wieku.
Długość jaskini wynosi ok. 5 m, a wysokość od 3 do 7 m.